# Nations Cup (Fodbold)
Nations Cup  (også kaldet 4 Associations' Tournament eller Celtic Cup) er en international fodboldturnering med deltagelse af A-landsholdene fra Nordirland, Irland, Skotland og Wales. Turneringen blev oprindeligt foreslået af daværende nordirske manager Lawrie Sanchez i 2006. Football Association of Wales mener, at England kan deltage på et senere tidspunkt, hvis de kan overbevises om, at der er "praktiske løsninger" på problemer som for mange kampe.
Den 12. august 2010 blev det meddelt, at turneringen vil blive sponsoreret af bryggeri Carling, og vil derfor blive kendt som Carling Nations Cup. 

## Format
Nations Cup vil blive opbygget som en round robin-turnering med en enkelt kamp mellem hvert hold, hvilket resulterer i i alt seks kampe i hver af turneringerne. Tre af de involverede hold (Wales, Skotland og Nordirland) konkurrerede tidligere i den nu hedengangne britiske Home Championship, sammen med England. 
Turneringen skulle starte i 2009, men blev forsinket indtil 2011 på grund af at kvalifikationskampene til VM allerede var på plads. Ifølge det foreslåede format, vil der blive spillet i februar og maj, med placeringen af turneringen roterende på en turnering-til-turnering basis. Den første turnering med de fire hold er planlagt til at blive spillet i Dublin i 2011.